# 林凱威
林凱威（1996年3月19日—），是台灣職業棒球選手，阿美族人，曾效力於美國職棒亞利桑那響尾蛇，旅美最高層級為2A，目前效力於中華職棒味全龍，守備位置為投手。

## 生平

### 美國職棒時期
2014年，當時尚在就讀成德高中的林凱威入選2014年亞洲青棒錦標賽，在準決賽中對戰日本隊先發出賽，但最後於9局下遭到逆轉，最後林凱威吞下完投敗，不過在2015年，便傳出和美國職棒亞利桑那響尾蛇隊簽約的消息，雖然一開始未獲經紀人證實，但最後還是於9月入隊，簽約金為30萬美金，正式展開職棒生涯。
2018年，原本入選2018年U-23世界盃棒球賽中華代表隊，但最後因為響尾蛇球團不放行，因而退出，改由崇越隼鷹棒球隊的投手蔡易廷遞補。
2019年，在小聯盟表現優異的林凱威入選2019年世界棒球12強賽中華代表隊，也是旅美後首度入選中華隊，最終中華隊順利進到複賽，並以第5名的成績作收。
2022年，生涯首度升上2A，但季中遭到響尾蛇球團釋出，被釋出後，隨即轉戰美國獨立聯盟的大西洋職業棒球聯盟長島鴨隊，續留美國找尋機會，最後在2022年6月29日，中華職棒選秀會報名的截止日期前向聯盟完成報名，確定將返國參加選秀。

### 中華職棒時期
在2022年的選秀會上，林凱威在第一輪獲得味全龍隊的指名，並以第一輪第二順位成為該屆選秀會上的榜眼，但當時還身在美國的他仍在獨立聯盟出賽，直到2022年7月26日味全龍將獨立聯盟的合約買斷，並正式簽下林凱威，而他的合約總值為2.5年共1470萬元的複數年合約，其中2022年月薪45萬元，2023年月薪調為50萬元。
2022年8月3日，完成中華職棒初登板，後援1局無失分，並在8月9日拿下首次中繼成功。
2023年，原本入選世界棒球經典賽的35人名單，但最後在30人正式名單中未入選，因此無緣打經典賽。並在該季轉任終結者。7月入選亞運，不過在9月亞運開打前因左腳姆指拉傷而遭到替換；但在亞運賽事期間卻因傷勢復原而直接回到一軍出賽，遭質疑是否詐傷、逃避國家隊徵召義務（根據法律成績優異的棒球員可以免服與一般人一樣的兵役，惟有國際比賽代表國家受到徵召有強制參與的義務），一時引起球迷輿論與熱議。
2023年10月24日，以外卡球員身分入選亞洲職棒冠軍爭霸賽，是自2019年後再度披上國家隊戰袍。
2024年，出賽47場比賽，1勝1敗，防禦率4.60，另外有13次中繼成功和3次救援成功。季中一度因為出現亂流而被下放至二軍，不過季末狀況回溫。11月入選世界棒球12強賽，並在該屆比賽中出賽5場比賽，被打出4支安打、5次三振、失1分，最後於冠軍賽對戰日本隊的比賽中擔任終結者，成功守住最後一局，成為冠軍賽的最後一任投手，也幫助中華隊首次奪得世界棒球12強賽的冠軍。

## 職棒生涯成績
| 年度 | 球隊   | 出賽 | 先發 | 勝投 | 敗投 | 中繼 | 救援 | 完投 | 完封 | 四壞 | 三振 | 責失 | 投球局數 | 自責分率 | 被上壘率 |
| ---- | ------ | ---- | ---- | ---- | ---- | ---- | ---- | ---- | ---- | ---- | ---- | ---- | -------- | -------- | -------- |
| 2022 | 味全龍 | 33   | 0    | 0    | 3    | 18   | 0    | 0    | 0    | 7    | 26   | 9    | 33.1     | 2.43     | 1.20     |
| 2023 | 味全龍 | 51   | 0    | 3    | 1    | 12   | 18   | 0    | 0    | 15   | 48   | 21   | 52.2     | 3.59     | 1.08     |
| 2024 | 味全龍 | 47   | 0    | 1    | 1    | 13   | 3    | 0    | 0    | 12   | 29   | 23   | 45.0     | 4.60     | 1.33     |
| 合計 | 3年    | 131  | 0    | 4    | 5    | 43   | 21   | 0    | 0    | 34   | 103  | 53   | 131.0    | 3.64     | 1.20     |

## 外部連結
- 林凱威在台灣棒球維基館上的頁面（繁體中文）
- 林凱威在美國職棒官網（英语）
- 林凱威在中華職棒官網
- 林凱威在Baseball-Reference.com（小聯盟以及海外聯盟）（英语）
- 林凱威在FanGraphs.com（英语）
- 林凱威在The Baseball Cube（英语）